# Oklahoma ! (comédie musicale)
Pour les articles homonymes, voir Oklahoma (homonymie).
Oklahoma ! est une comédie musicale américaine créée à Broadway en 1943.

## Argument
- Acte I : En 1906, dans le futur État de l'Oklahoma, Curly est amoureux de Laurey qui est convoitée par Jud Fry. Revenant de Kansas City, Will se prépare à demander en mariage Ado Annie, mais en son absence, celle-ci a flirté avec le trafiquant Ali Hakim. Andrew Carnes, le père d'Ado Annie, voudrait que les noces aient lieu, quel que soit le marié...
- Acte II : Lors d'un bal champêtre, les rivalités éclatent entre fermiers et cow boys, et les joutes amoureuses se poursuivent de plus belle : ainsi, Curly fait mine de s'intéresser à Gertie, afin de provoquer la jalousie de Laurey ; puis une « vente aux enchères » est organisée, dont les « lots » sont Ado Annie et Laurey...

## Fiche technique
- Titre français : Oklahoma !
- Titre original : Oklahoma!
- Livret et lyrics : Oscar Hammerstein II, d'après le roman Green grow the Lilacs de Lynn Riggs
- Musique : Richard Rodgers
- Mise en scène :  Rouben Mamoulian
- Chorégraphie : Agnes De Mille
- Direction musicale : Jacob Schwartzdorf
- Orchestrations : Robert Russell Bennett
- Décors : Lemuel Ayers
- Costumes : Miles White
- Producteur : The Theatre Guild
- Nombre de représentations : 2 212
- Date de la première : 31 mars 1943
- Date de la dernière : 29 mai 1948
- Lieu (ensemble des représentations) : St. James Theatre, Broadway

## Distribution originale
- Alfred Drake : Curly
- Joan Roberts : Laurey
- Joseph Buloff : Ali Hakim
- Howard Da Silva : Jud Fry
- Lee Dixon : Will Parker
- Betty Garde : Tante Eller
- Celeste Holm : Ado Annie Carnes
- Florenz Ames : Andrew Carnes
- George Church : Jess
- Edwin Clay : Fred
- Kate Friedlich : Armina
- Hayes Gordon : Sam
- Jack Harwood : Un cow boy
- George S. Irving : Joe
- Barry Kelley : Ike Skidmore
- Jane Lawrence : Gertie Cummings
- Bambi Linn : Aggie
- Ellen Love : Kate
- Owen Martin : Cord Elam
- Joan McCracken : Sylvie

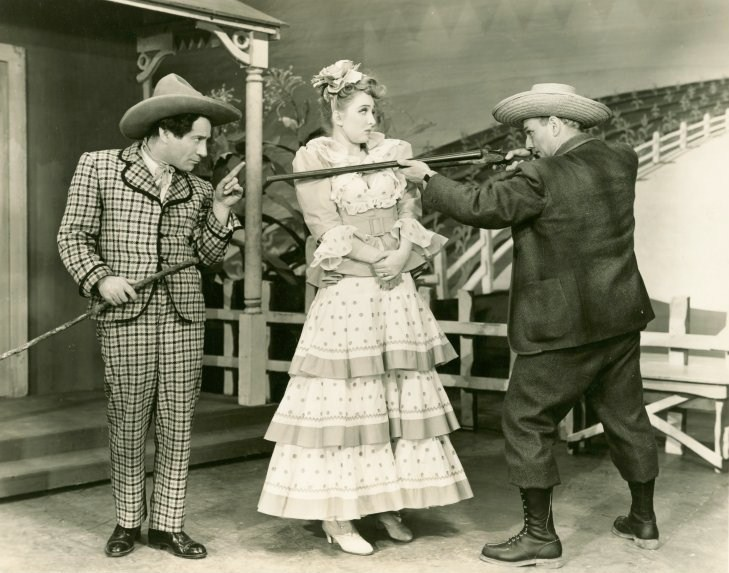
De g. à d. : Joseph Buloff, Celeste Holm et Ralph Riggs

- Marc Platt : Chalmers / Dream Curly
- Ralph Riggs : Andrew Carnes
- Herbert Rissman : Slim
- Katharine Sergava : Ellen / Dream Laurey
- Paul Shiers : Mike
- Nona Feid, June Graham, Maria Harriton, Rhoda Hoffman, Rosemary Schaefer, Billie Zay : Les amies de Laurey

Et, parmi les acteurs ayant effectué des remplacements en cours de production (à des dates non-spécifiées) :
- Howard Keel : Curly
- Shelley Winters : Ado Annie Carnes
- Richard Rober : Jud Fry

## Numéros musicaux
(Songs, excepté deux numéros)
| Acte I - Overture (orchestre) - Oh What a Beautiful Mornin' (Curly) - Laurey's Entrance (Laurey, Curly) - The Surrey With the Fringe On Top (Curly, Laurey, Tante Eller) - Kansas City (Will, Tante Eller, Ensemble masculin) - I Can't Say No (Ado Annie) - Entrance of Ensemble (Oh What a Beautiful Mornin' ; I Can't Say No) (reprises : Will, Ado Annie, Curly, Tante Eller, Ensemble) - Many a New Day (Laurey, Ensemble féminin) - It's a Scandal ! It's a Outrage ! (Ali Hakim, Ensemble) - People Will Say We're in Love (Curly, Laurey) - Pore Jud is Daid (Curly, Jud) - Lonely Room (Jud) - Out of My Dreams - Dream Ballet (Laurey, Figures du rêve) | Acte II - Entr'acte (orchestre) - The Farmer and the Cowman (Andrew, Tante Eller, Curly, Gertie, Will, Ado Annie, Laurey, Ike, Cord, Ensemble) - All Er Nothin' (Will, Ado Annie) - People Will Say We're in Love (reprise : Curly, Laurey) - Oklahoma (Curly, Laurey, Tante Eller, Ensemble) - Oh What a Beautiful Mornin' (reprise : Curly, Laurey, Ensemble) - Finale Ultimo (People Will Say We're in Love) (reprise : Ensemble) |

## Reprises
- À Broadway :
  - 1951 : Au Broadway Theatre, 100 représentations ;
  - 1953 : Au City Center, 40 représentations ;
  - 1979-1980 : Au Palace Theatre, 293 représentations (puis tournée aux États-Unis) ;
  - 2002-2003 : Au George Gershwin Theatre, 388 représentations.
- Au Royaume-Uni :
  - 1947-(?) : À Londres, au Théâtre Royal de Drury Lane, avec Howard Keel (Curly), 1 547 représentations ;
  - 1980-1981 : À Leicester, au Haymarket Theatre, puis en tournée, enfin à Londres, au Palace Theatre, avec Alfred Molina (Jud Fry) ;
  - 1998 : À Londres, au Royal National Theatre.

## Adaptation au cinéma
- 1955 : Oklahoma ! de Fred Zinnemann, avec Gordon MacRae (Curly), Shirley Jones (Laurey) et Gloria Grahame (Ado Annie).

## Récompenses
- 1947 : Theatre World Award (récompensant le « meilleur espoir » du théâtre) pour Dorothea MacFarland (chanteuse) ;
- 1980 : Theatre World Award pour Harry Groener (Will Parker) ;
- 1993 : « Special Tony Award » décerné lors de la 47e cérémonie des Tony Awards, pour le 50e anniversaire de la création ;
- 2002 : Theatre World Award pour Justin Bohon (Will Parker) ;
- 2002 : Tony Award du « meilleur second rôle masculin dans une comédie musicale » (« Tony Award for Best Performance by a Featured Actor in a Musical »), décerné lors de la 56e cérémonie des Tony Awards, pour Shuler Hensley (Jud Fry) ;
- 2002 : Deux Drama Desk Awards décernés lors de la 48e Cérémonie des Drama Desk Awards :
  - Du « second rôle masculin le plus marquant dans une comédie musicale » (« Drama Desk Award for Outstanding Featured Actor in a Musical ») pour Shuler Hensley ;
  - Et de la « chorégraphie la plus marquante » (« Drama Desk Award for Outstanding Choreography ») pour Susan Stroman.